# 포브레 클라라
《포브레 클라라》(스페인어: Pobre Clara)은 1975년 방영된 멕시코의 텔레노벨라이다.